# Hara-kiri (film, 1962)
Pour les articles homonymes, voir Hara-kiri (homonymie).
Pour plus de détails, voir Fiche technique et Distribution.
Hara-kiri (切腹, Seppuku) est un film japonais réalisé par Masaki Kobayashi, sorti en 1962.
L'histoire a lieu au Japon entre 1619 et 1630, pendant l'ère d'Edo et le règne du Shogunat Tokugawa. Le personnage principal est le rōnin Tsugumo Hanshiro, qui demande à se faire seppuku dans le manoir du clan Ii. Les évènements le conduisent à raconter son histoire, expliquant ce qui l'amène à faire cette demande de suicide rituel.
Le film a été encensé par la critique et est souvent considéré comme l'un des meilleurs films de samouraïs qui aient jamais été réalisés.

## Synopsis
Au début de la période d'Edo, le rōnin Hanshiro Tsugumo (Tatsuya Nakadai) se présente au château du clan Ii, que dirige l'intendant Kageyu Saito (Rentarō Mikuni) en l'absence du maître. Le rōnin explique que, réduit à la misère depuis la perte de son statut de samouraï au service du seigneur Masanori Fukushima, il souhaite qu'on lui propose un lieu adéquat pour mettre honorablement fin à ses jours en pratiquant le seppuku, un suicide rituel.
À cette époque, le shogunat Tokugawa a pacifié le Japon à la suite de la bataille de Sekigahara. Qu'elles soient tombées au cours de cette bataille ou qu'elles aient été éliminées par la suite pour des raisons politiques, de nombreuses maisons nobles disparaissent, faisant de leurs vassaux des rōnins, dont la population devient très importante. Or, de nombreux rōnins utilisent les demandes de seppuku comme une ruse pour se faire prendre en pitié et au mieux recevoir un poste, ou du moins quelque argent pour s'en sortir.
L'intendant Saito explique à Hanshiro qu'il ne se laissera pas prendre, et que ses samouraï vassaux ont récemment obligé un samouraï venu dans les mêmes conditions, Motome Chijiwa, à aller jusqu'au bout de ses déclarations et à se suicider strictement selon le code d'honneur des samouraïs. Par dérision devant ce samouraï déchu, les vassaux du clan Ii l'ont obligé à utiliser pour le rituel son propre wakizashi, pourtant en bambou. Hanshiro lui répond qu'il ne connaît pas ce rōnin, bien qu'ils aient eu le même maître. Hanshiro insiste et déclare que ses paroles ne sont pas en l'air, mais qu'il souhaite juste qu'on lui donne l'occasion de raconter son histoire avant de se suicider.
Une fois prêt pour le rituel, Hanshiro demande un second, supposé lui trancher la tête au moment opportun. Arguant de la nécessité d'un sabreur doué, il demande successivement trois samouraï par leurs noms. Chacun de ces samouraï étant malade, Hanshiro profite du répit pour commencer son récit. Il attire l'attention de l'audience en révélant qu'il connaît Motome, ce qu'il avait nié jusque-là. Il explique que son seigneur, Masanori Fukushima, a été déchu car considéré comme une menace par le shogunat Tokugawa. Chijiwa, un de ses proches amis et vassal du seigneur Fukushima, décida alors de se suicider dans l'honneur, épargnant à Hanshiro la nécessité d'accomplir ce rituel. Par testament, il lui confie la mission de s'occuper de son jeune fils, Motome. Hanshiro, pour tenir cette promesse et s'occuper aussi de sa propre fille, Miho, doit renoncer à son honneur de samouraï et vivre misérablement des petits travaux qu'il peut trouver.
Après avoir grandi, Miho est courtisée par une famille noble et riche, mais Hanshiro refuse par fierté de faire de sa fille une concubine pour profiter des relations que cela lui donnerait. À la place, il propose à son protégé Motome de se marier à Miho. Bien que Motome et Miho soient amoureux l'un de l'autre, Motome refuse tout d'abord, son statut de rōnin lui paraissant trop déshonorant pour Miho. Toutefois, devant l'insistance d'Hanshiro, ils finissent par se marier et par avoir un enfant, du nom de Kingo. Leur existence à tous les quatre, bien que misérable, est heureuse.
Toutefois, lorsque Miho et Kingo tombent malades, la famille n'a pas les moyens de payer un médecin. Désespéré, Motome met d'abord en gage ses sabres, symbole de son statut de samouraï, et porte à la place des sabres dont la lame est en bambou. Lorsque la situation des malades s'aggrave, Motome annonce à Hanshiro qu'il ira emprunter de l'argent à un usurier pour payer un médecin, et qu'il sera de retour avant le soir. Mais il décide en fait de recourir à la stratégie de proposer de se suicider dans le château du clan Ii. Lorsque le corps de Motome est ramené par des samouraïs du clan Ii, ceux-ci précisent qu'ils l'ont contraint à se suicider avec une lame en bambou. Hanshiro comprend alors que Motome avait vendu ses sabres pour tenter de sauver sa famille, alors que lui-même s'est accroché à ce symbole de son passé sans penser à y renoncer. Mais il est trop tard pour sauver Miho et Kingo, qui meurent des suites de leurs maladies. Désormais sans ressources, sans famille et outré par le comportement du clan Ii, Hanshiro décide de venger son gendre.
Hanshiro déclare que l'attitude du clan Ii dans cette affaire avait été inutilement cruelle envers Motome. En effet, ils ne lui ont pas accordé un jour de sursis nécessaire pour prévenir sa famille et ils ne lui ont pas permis d'utiliser une autre arme pour le seppuku que la sienne, dont la lame est en bois. L'intendant Saito proteste, rappelant que Motome a demandé à se faire seppuku, et que le code d'honneur des samouraïs l'y obligeait. Il rappelle que la fierté du clan Ii est justement le respect à la lettre de ce code d'honneur, qui est la raison de leur politique vis-à-vis des rōnins qui viendraient faire de telles demandes que d'insister pour qu'ils se fassent seppuku plutôt que de verser de l'argent. 
Hanshiro révèle alors à l'assistance qu'il a en réalité défait en combat singulier les trois samouraïs qui se sont fait porter pâles. Toutefois, il ne les a pas tués, mais leur a coupé leur chignon, symbole de leur caste. Déshonorés par leurs chignons coupés, les trois samouraïs devraient pratiquer le seppuku, mais prétextent une maladie grave pour échapper à leur sort, le temps que leurs cheveux repoussent. L'hypocrisie du clan Ii mise à jour, l'intendant ordonne l'assassinat d'Hanshiro, qui tue quatre guerriers au sabre et en blesse plusieurs autres avant de mourir sous des balles de fusils. L'intendant ordonne ensuite de taire le déroulement réel de l'histoire, de s'assurer que les samouraïs concernés se suicident rituellement, ce qui ne devra pas se savoir, et de rapporter une version maquillée qui permettra au maître du clan d'obtenir des félicitations.

## Fiche technique
- Titre : Hara-kiri
- Titre original : 切腹 (Seppuku?)
- Réalisation : Masaki Kobayashi
- Scénario : Shinobu Hashimoto, adapté d'un roman de Yasuhiko Takiguchi
- Images : Yoshio Miyajima
- Musique : Tōru Takemitsu
- Montage : Hisashi Sagara
- Producteur : Tatsuo Hosoya
- Société de production : Shōchiku
- Pays de production :  Japon
- Langue originale : japonais
- Format : noir et blanc - 2.35:1 (Shochiku Grandscope) - son monophonique - 35 mm
- Genres : Jidai-geki, drame
- Durée : 135 minutes (métrage : onze bobines - 3 686 m[1])
- Date de sortie : 
  - Japon : 16 septembre 1962[1]
  - France : mai 1963 (festival de Cannes)

## Distribution
- Tatsuya Nakadai : Hanshiro Tsugumo, un rōnin
- Rentarō Mikuni : Kageyu Saito, l'intendant du clan Ii
- Shima Iwashita : Miho Tsugumo, la fille du rōnin
- Akira Ishihama : Motome Chijiwa, le mari de Miho
- Shichisaburo Amatsu : un serviteur
- Yoshio Aoki : Umenosuke Kawabe
- Jo Azumi : Ichiro Shimmen
- Hisashi Igawa : un serviteur
- Yoshio Inaba : Jinai Chijiwa, le père de Motome
- Akiji Kobayashi : Shōji Kobayashi
- Masao Mishima : Tango Inaba
- Ichirō Nakatani : Hayato Yazaki
- Kei Satō : Masakazu
- Ryō Takeuchi : un serviteur
- Tetsurō Tanba : Hikokuro Omodaka

## Thèmes
Interrogé sur la thématique de son film, Kobayashi a déclaré : « Tous mes films... sont centrés sur la résistance à un pouvoir bien établi. C'est le thème d'Harakiri, bien sûr, et celui de Rébellion aussi. Je suppose que j'ai toujours défié l'autorité. »
Audie Bock décrit le thème de Harakiri comme « l'inhumanité de cette exigence pour ceux qui y adhéraient consciencieusement, et l'hypocrisie de ceux qui appliquaient cette pratique ». Le film ne remet pas tellement en cause la pratique du seppuku ; il met plutôt en lumière un cas où elle s'est produite dans un environnement punitif et hypocrite. Les notions d'honneur et de bravoure qui y sont associées peuvent être une fausse façade, comme le dit le protagoniste, puisque cela n'empêche pas la cruauté envers un homme. Harakiri est un film montrant les samouraïs de la période Edo, n'ayant donc pas connu la guerre, comme des personnages cruels, hypocrites et indolents, sous les traits des hommes du clan Ii. Kobayashi rompt ainsi avec la glorification des samouraïs, en mettant en lumière leur brutalité et leur arrogance. Bien que le personnage principal soit un samouraï, la différence est marquée en contraste de ses opposants par leurs générations différentes : Hanshiro a véritablement connu la guerre, alors que les samouraïs du clan Ii, n'ayant jamais combattu du fait de la pacification du Japon à cette période, sont essentiellement fiers de leur statut social et font de piètres guerriers. C'est donc aussi un commentaire sur l'utilité sociale des castes du Japon de la période Edo.
L'armure du clan Ii, montrée au cours du film et traitée avec révérence, symbolise sa gloire passée. Cependant, les samouraïs de la maison Ii se comportent comme des lâches lors du combat contre Hanshiro, qui se moque de l'armure en l'utilisant comme bouclier avant de la briser sur le sol. Kobayashi souligne ici que ce symbole de prouesse militaire s'avère être un symbole vide .
Kobayashi s'attaque également à deux autres attributs importants du rang de samouraï : le sabre et le chignon. Motome découvre que ses sabres ne lui sont d'aucune utilité s'il ne peut pas subvenir aux besoins de sa famille et il les vend donc pour payer les soins médicaux de son fils. Lorsque Hanshiro prend sa revanche sur les trois hommes complices de la mort de Motome, il préfère les dépouiller de leur chignon plutôt que de les tuer. En effet, à l'époque, perdre son chignon équivalait à perdre son épée, et la mort était préférable à un tel déshonneur. Cependant, seul l'un des trois samouraïs, Omodaka, commet réellement le seppuku, les deux autres étant contraints par le clan à se suicider à la pointe du sabre. Ainsi, la manière dont Hanshiro se venge est très subtile : il fait vivre le clan selon les règles qu'il prétend défendre et qu'il a utilisées pour punir Motome.
Le registre quotidien du clan qui apparaît au début et à la fin du film "représente les mensonges enregistrés de l'histoire". La mort d'Hanshiro est faussement qualifiée de suicide, les trois samouraïs et les hommes qu'il a tués sont dits être morts de causes naturelles plutôt que de violence, et toute l'histoire de son défi au clan est balayée sous le tapis pour protéger la façade de "la structure de pouvoir injuste" que représente le clan Ii.

## Réception
Dans une critique contemporaine de la sortie du film, le Monthly Film Bulletin déclare que la « cadence lente et mesurée de Masaki Kobayashi correspond parfaitement à son sujet » et que « l'histoire elle-même est magnifiquement construite ». La critique a loué la performance de Tatsuya Nakadai comme étant une « performance brillante, semblable à celle de Toshiro Mifune » et a noté que le film était « parfois brutal, particulièrement dans la terrible agonie du jeune samouraï avec son sabre en bambou » et que bien que « certains critiques aient remarqué qu'être gore n'est pas la meilleure façon de déplorer une effusion de sang gratuite, Harakiri reste splendide avec ses travellings mesurés, ses zooms lents, ses plans aériens réfléchissants de la cour, et sa fréquente immobilité posée ».
Le critique du New York Times n'a pas été impressionné par « le drame humain torturé de ce film » mais a ajouté que « Mr. Kobayashi fait de superbes choses avec les compositions architecturales, les formes en mouvement et les girations parfois turbulentes des personnages en lutte sur l'écran de taille CinemaScope. Il parvient à une sorte d'hypnotisme visuel qui convient à l'ambiance de ce curieux cauchemar ».
Donald Richie l'a qualifié de "plus beau film du réalisateur" et a cité le mentor de Kobayashi Keisuke Kinoshita qui l'a classé parmi les cinq plus grands films japonais de tous les temps. Audie Bock a écrit : « Harakiri évite la sentimentalité de certains de ses films précédents, comme The Human Condition, grâce à un nouvel accent mis sur l'esthétique visuelle-auditive avec la formalité froide des compositions et la partition électronique de Takemitsu. Mais aucune des protestations sociales de Kobayashi n'est diminuée dans la construction du film - c'est une circularité à la Mizoguchi qui nie amèrement tout espoir de progrès humain ».
Plus récemment, Roger Ebert a ajouté Harakiri à sa liste des "Grands films", écrivant dans sa critique de 2012 : « Les films de samouraïs, comme les westerns, ne sont pas nécessairement des histoires de genre familières. Ils peuvent s'étendre pour contenir des histoires de défis éthiques et de tragédie humaine. Harakiri, l'un des meilleurs d'entre eux, met en scène un samouraï errant âgé qui prend son temps pour créer un dilemme sans réponse pour l'aîné d'un puissant clan. En jouant strictement avec les règles du code Bushido qui régit la conduite de tous les samouraïs, il attire le puissant chef dans une situation où une logique implacable le laisse humilié devant ses serviteurs ».
Sur Rotten Tomatoes, le film a une note de 100% basée sur neuf avis critiques, avec une note moyenne de 8,01/10.

## Distinctions

### Récompense
- Prix du jury au Festival de Cannes en 1963[13]

### Sélection
- En compétition pour la Palme d'or au Festival de Cannes en 1963